# Железничка станица Краљево
Железничка станица Краљево је железнички чвор и једна од железничких станица, прва станица на пругама Краљево—Пожега, Краљево—Косовска Митровица и последња станица на пругама Лапово—Краљево и Сталаћ—Краљево. Налази се насељу Краљево у граду Краљеву. Пруга се наставља у једном смеру ка Адранима, у другом према према Матарушкој Бањи, у трећем према Сирчи и у четвртом према Ратини. Железничка станица Краљево састоји се из 9 колосека.